# Александър Мосолов (композитор)
Алекса̀ндър Васѝлиевич Мосоло̀в (на руски: Александр Васильевич Мосолов) е руски композитор.
Роден е на 11 август (29 юли стар стил) 1900 година в Киев, но малко по-късно семейството му се премества в Москва, където майка му пее в „Болшой театър“. През 1925 година завършва Московската консерватория.
Днес най-известни са ранните му авангардистки композиции от средата на 20-те години. Подложен на натиск от тоталитарния комунистически режим, включително затваряне в концентрационен лагер през 1937 – 1938 година, той се преориентира към по-обичайна музика, често с фолклорни мотиви.
Александър Мосолов умира на 12 юли 1973 година в Москва.